# The Commitments
The Commitments – brytyjsko-irlandzko-amerykańska tragikomedia z 1991 roku w reżyserii Alana Parkera, zrealizowana na podstawie powieści Roddy’ego Doyle’a. Zdjęcia kręcono w Dublinie i w Bray.

## Główne role
- Robert Arkins - Jimmy Rabbitte
- Michael Aherne - Steven Clifford, fortepian
- Angeline Ball - Imelda Quirke, chórek
- Maria Doyle Kennedy - Natalie Murphy, chórek
- Dave Finnegan - Mickah Wallace, perkusja
- Bronagh Gallagher - Bernie McGloughlin, chórek
- Félim Gormley - Dean Fay, saksofon
- Glen Hansard - Outspan Foster, gitara
- Dick Massey - Billy Mooney, perkusja
- Johnny Murphy - Joey The Lips Fagan, trąbka
- Ken McCluskey - Derek Scully, gitara basowa
- Andrew Strong - Deco Cuffe, wokalista
- Colm Meaney - Jimmy Rabbitte Sr.
- i inni

## Fabuła
Dublin, dzielnica robotnicza. Jimmy Rabbitte jest menedżerem muzykujących kolegów, grających na jarmarkach i weselach. Postanawia założyć własny zespół, który odniesie wielki sukces. Po anonsie w prasie i setkach przesłuchań udaje mu się. W skład zespołu „The Commitments” wchodzą: gitarzyści Derek i Outspan, grający na trąbce Joey, oraz wokalista o potężnym głosie, Deco. Podczas pierwszego spotkania grupy Jimmy przedstawia trzy dziewczyny śpiewające w chórku - Imeldę, Bernie i Natalie. Grają amerykańskie soulowe hity lat 60. XX w. Zaczynają odnosić sukcesy, grają w pubach gdzie mają wierną publiczność. W miarę wzrostu popularności dochodzi do spięć. Mimo to Jimmy walczy o utrzymanie zespołu. Szansą jest przyjazd do Dublina Wilsona Picketta.

## Nagrody i nominacje
Oscary za rok 1991
- Najlepszy montaż - Gerry Hambling (nominacja)

Złote Globy 1991
- Najlepsza komedia/musical (nominacja)

Nagrody BAFTA 1991
- Najlepszy film - Roger Randall-Cutler, Lynda Myles, Alan Parker
- Najlepsza reżyseria - Alan Parker
- Najlepszy scenariusz adaptowany - Dick Clement, Ian La Frenais, Roddy Doyle
- Najlepszy monaż - Gerry Hambling
- Najlepszy dźwięk - Clive Winter, Eddy Joseph, Andy Nelson, Tom Perry, Steve Pederson (nominacja)
- Najlepszy aktor drugoplanowy - Andrew Strong (nominacja)